# 福爾頓街車站
福爾頓街車站（英語：Fulton Street station）是美國紐約市曼哈頓下城的一個紐約地鐵車站複合群，設有四個互相連繫的月台，包括IND第八大道線、IRT萊辛頓大道線、BMT拿骚街線及IRT百老匯-第七大道線。後三者橫跨福爾頓街、百老匯、拿骚街及威廉街；第八大道線車站位於百老匯及拿骚街間的福爾頓街。此站是紐約地鐵第八繁忙的車站，截至2015年有21,671,684人次使用。
本站設有以下列車服務：
- 4號線、A線、J線列車（任何時候停站）
- 2號線列車（僅平日停站）
- 3號線列車（僅平日和平日深夜停站）
- 5號線列車（僅週末和週末深夜停站）
- C線列車（任何時候停站（深夜除外））
- Z線列車（僅繁忙時段的尖峰方向停站）

福爾頓轉運中心是一個翻新計劃以改善站體內轉乘方便程度，包括引入新車站大樓。其將福爾頓街地鐵站與相鄰的科特蘭街車站與錢伯斯街車站透過戴伊街行人通道連接，以便閘外轉乘。福爾頓轉運中心於2014年11月10日啟用。
|  |  |  |  |  |  |  |

|  |  |  |  |  |  |  |

|  |  |  |  |  |  |  |

|  |  |  |  |  |  |  |

|  |  |  |  |  |  |  |

|  |  |  |  |  |  |  |  |

|  |  |  |  |  |  |  |  |  |  |

|  |  |  |  |  |  |  |

|  |  |  |  |  |  |  |

|  |  |  |  |  |  |  |  |  |

|  |  |  |  |  |  |  |

|  |  |  |  |  |  |  |  |  |

|  |  |  |  |  |  |  |  |  |

|  |  |  |  |  |  |  |

|  |  |  |  |  |  |  |

|  |  |  |  |  |  |  |

|  |  |  |  |  |  |  |

|  |  |  |  |  |  |  |

|  |  |  |  |  |  |  |  |

|  |  |  |  |  |  |  |  |  |  |

|  |  |  |  |  |  |  |

|  |  |  |  |  |  |  |

|  |  |  |  |  |  |  |  |  |

|  |  |  |  |  |  |  |

|  |  |  |  |  |  |  |  |  |

|  |  |  |  |  |  |  |  |  |

## 車站結構
| G                        | 街道                  | 出入口 |
| B1 上夾層                | 百老匯-第七大道線夾層 | 閘機、車站詢問處、轉乘層 升降機位於： - 戴依街及百老匯的西南角，只服務南行 號線乘客；可經戴依街行人道到科特蘭街車站出站轉乘 線乘客。註：其他月台都可以經IND第八大道線月台無障礙通行。 - inside the Fulton Center Main Building for northbound trains only. - 納蘇街及福爾頓街東北角。註：可經IND第八大道線月台轉乘此升降機轉乘 路線。 - 威廉街及福爾頓街西南角。註：可經IND第八大道線月台轉乘此升降機轉乘 路線。 All other platforms accessible by first using platform. |
| B1 拿骚街線南行月台      | 側式月台，左側開門    | 側式月台，左側開門 |
| B1 拿骚街線南行月台      | 南行拿骚街線          | （早上繁忙時段）往寬街（總站） |
| B1 萊辛頓大道線月台      | 側式月台，右側開門    | 側式月台，右側開門 |
| B1 萊辛頓大道線月台      | 北行萊辛頓大道線      | 往伍德羅恩（布魯克林大橋-市政府） · 往伊斯徹斯特-代里大道/涅雷大道（布魯克林大橋-市政府） |
| B1 萊辛頓大道線月台      | 南行萊辛頓大道線      | 往皇冠高地-猶提卡大道（深夜時往新地段大道）（華爾街） · 往夫拉特布殊大道-布魯克林學院（平日）/滾球綠地（週末）（華爾街） |
| B1 萊辛頓大道線月台      | 側式月台，右側開門    | |
| B2 百老匯-第七大道線月台 | 北行百老匯-第七大道線 | 往威克菲爾德-241街（公園廣場） · 往哈萊姆-148街（公園廣場） |
| B2 百老匯-第七大道線月台 | 島式月台，左側開門    | |
| B2 百老匯-第七大道線月台 | 南行百老匯-第七大道線 | 往夫拉特布殊大道-布魯克林學院（華爾街） · 往新地段大道（華爾街） |
| B2 下夾層                | 東IND夾層             | 轉乘層 |
| B2 下夾層                | 分隔牆                | |
| B2 下夾層                | 北行拿骚街線          | （黃昏繁忙時段）往牙買加中心-帕森斯/射手（錢伯斯街） |
| B2 下夾層                | 側式月台，左側開門    | |
| B2 下夾層                | 西IND夾層             | 戴伊街行人通道、轉乘其他路線 |
| B3                       | 北行第八大道線        | 往英伍德-207街（錢伯斯街） · 往168街（錢伯斯街） |
| B3                       | 島式月台，左側開門    | |
| B3                       | 南行第八大道線        | 往勒弗茲林蔭路/遠洛克威-莫特大道/洛克威公園（高街） · 往尤克利德大道（高街） |

## IRT萊辛頓大道線月台
福爾頓街車站位於IRT萊辛頓大道線，設有兩個側式月台和兩條軌道。此站於1905年1月16日作為布魯克林大橋-市政府車站一站南行延長線啟用。啟用初期只使用北行月台。南行月台於1905年6月12日一站南延至華爾街車站時投入使用。此為首次有地鐵進一步延長至下城和前往布魯克林；上一總站布魯克林大橋是原初地鐵的南端點。
起初只有南行月台可無障礙通行。2012年10月，一個位於戴伊街的新入口啟用，同時戴伊街地下道往科特蘭街車站啟用，因此南行月台亦安裝了升降機。2014年11月，北行月台與南行月台的地下道安裝了前往北行月台的升降機，令北行月台亦可無障礙通行。
受北面已廢棄的市政府車站的慢車軌道迴圈限制，福爾頓街車站只設有兩個側式月台和兩條軌道。此站現時已經登記成為紐約市的地標，設有一個羅伯特·富爾頓建設的蒸汔船的馬賽克。

## IRT百老匯-第七大道線月台
福爾頓街車站位於IRT百老匯-第七大道線，於1918年8月1日作為布魯克林支線啟用。在克拉克街隧道通車以前一度作為華爾街的臨時總站。
在1964－1965財政年間，福爾頓街車站月台與其餘四個位於百老匯-第七大道線的車站一同延長月台至525英呎，以容納10節51英呎長的IRT車廂。
福爾頓街車站是標準的慢車停靠站設計，設有一個島式月台和兩條軌道，往布魯克林的列車使用K2軌道而上城列車使用K3軌道。根據鏈化，福爾頓街車站距離百老匯與44街原點約19,700英呎（3.73英哩）。該原點是西城線與42街接駁線匯合的位置。實際上有少許偏差，因為這是一個位於快車軌道上的慢車停靠站。
月台最南端設有一部無障礙通行的升降機由月台到夾層，並經IND第八大道線月台連繫車站其餘部分。

## BMT拿骚街線月台
福爾頓街車站位於BMT拿骚街線，設有兩個側式月台和兩條軌道，受拿骚街的寬度限制，下城列車在上層而上城列車在下層。此車站的配置較為特殊，上城列車的入口位於拿骚街西側，下城列車位於拿骚街東側，與正常方向不同。可以經兩個月台下方的IND月台來往上下城兩側月台。此站可經IND月台無障礙通行，引導前往無障礙通行的福爾頓轉運中心主大樓。

## IND第八大道線月台
福爾頓街車站，曾被稱為「百老匯-拿骚街車站」（Broadway–Nassau Street），位於IND第八大道線，設有一個島式月台和兩條軌道。車站大致位於地面以下60英呎（18公尺）。與其他相鄰車站類似，受深度影響，福爾頓街車站盡用了管道式車站的特性。車站於2010年12月採用了「福爾頓街」的名稱，與車站複合其他月台相同。
此線的月台的升降機可通往夾層，經夾層可通往IRT百老匯-第七大道線月台、BMT拿骚街線月台和IRT萊辛頓大道線月台。另外威廉街和福爾頓街西南角設有升降機到街道。

## 外部連結
nycsubway.org:
- nycsubway.org—IRT East Side Line: Fulton Street
- nycsubway.org—IRT West Side Line: Fulton Street
- nycsubway.org—BMT Nassau St./Jamaica Line: Fulton Street
- nycsubway.org—IND 8th Avenue: Broadway/Nassau Street
- nycsubway.org — Marine Grill Murals, 1913 Artwork by Fred Dana Marsh (2000) （页面存档备份，存于）
- nycsubway.org — Astral Grating Artwork by Nancy Holt (1987) （页面存档备份，存于）

Station Reporter:
- Station Reporter — Broadway Nassau/Fulton Street Complex

MTA交通藝術：
- MTA's Arts For Transit — Fulton Street/William Street （页面存档备份，存于）

Google街景：
- Broadway & Dey Street entrance (Dey Street Headhouse) from Google Maps Street View （页面存档备份，存于）
- Broadway & Fulton Street entrance (street) from Google Maps Street View
- Broadway & Fulton Street entrance (Fulton Center building) from Google Maps Street View （页面存档备份，存于）
- Broadway & John Street entrance from Google Maps Street View （页面存档备份，存于）
- Broadway, Maiden Lane, and Cortlandt Street entrance from Google Maps Street View （页面存档备份，存于）
- Nassau Street & Fulton Street entrance from Google Maps Street View
- Nassau Street & John Street entrance from Google Maps Street View
- William Street & Fulton Street entrance from Google Maps Street View
- IRT Lexington Avenue Line platforms from Google Maps Street View
- IND platform from Google Maps Street View
- BMT platform from Google Maps Street View
- IRT Broadway - Seventh Avenue Line platform from Google Maps Street View